# Dennis Rinsler
Dennis Rinsler es un productor de televisión y escritor estadounidense conocido por trabajar en series como  Full House, Even Stevens y That's So Raven. En todas ellas trabajó con su compañero productor y escritor Marc Warren.

## Carrera
Rinsler estudiaba para ser profesor en la Universidad Estatal de Nueva York en New Palts teacher cuando conoció a Marc Warren. Sus 11 años de experiencias como profesor en Nueva York fueron la inspiración para el sitcom de los 90 Nick Freno: Licensed Teacher protagonizado por Mitch Mullany, que crearon y del que fueron productores ejecutivos.
Han estado en activo desde 1982, escribiendo y produciendo para las series de televisión Madame's Place, Fast Times, Full House (de la que también fueron productores ejecutivos durante las tres últimas temporadas de la serie), The Parent 'Hood y fueron los creadores de Cory in the House. Los dos han sido nominados para Daytime y Primetime Emmys por sus trabajos en las series de Disney Channel Even Stevens y That's So Raven.
Ganaron el premio N.A.A.C.P. Image por Outstanding Children's Program ("That's So Raven") dos años seguidos.
En 2009, Rinsler y Warren disolvieron su compañía (aunque los dos ya habían estado dirigiendo y escribiendo por separado durante las emisiones de Even Stevens (Rinsler dirigió los episodios "Gutter Queen" y "Beans on the Brian"), That's So Raven (Warren dirigió cinco episodios) y Cory in the House (Warren dirigió dos episodios), mientras conservaban la asociación de producción), con Warren eventualmente consiguió un trabajó en solitario como escritor y productor consultivo de Jonas L.A. para su segunda y última temporada en 2010.